# Sizwe Banzi est mort
Sizwe Banzi est mort (Sizwe Banzi Is Dead) est une pièce de théâtre écrite par Athol Fugard. 
Elle a été jouée pour la première fois au Cap le 8 octobre 1972.